# Push and Shove
Push and Shove é o sexto álbum de estúdio da banda norte-americana No Doubt que foi lançado no dia 21 de setembro de 2012 pela Interscope Records.

## Antecedentes e desenvolvimento
No Doubt lançou seu quinto álbum de estúdio, Rock Steady, em dezembro de 2001 e dele lançou quatro singles, "Hey Baby", "Hella Good", "Underneath It All", que alcançou o número 3 na Billboard Hot 100, e "Running" entre 2001 e 2003. O álbum vendeu 3 milhões de cópias e foi disco de platina pela Recording Industry Association of America. Mais tarde, em abril de 2003, No Doubt entrou em hiato para passar o tempo com suas famílias antes de lançarem Everything in Time; The Singles 1992-2003 um álbum de greatest hits com músicas de seus álbuns de estúdio anteriores e a Boom Box, uma caixa com The Singles 1992–2003, Everything in Time, The Videos 1992–2003 e Live in the Tragic Kingdom e tudo foi lançado na mesma data. O principal motivo do hiato da grupo foi que, a vocalista da banda, Gwen Stefani começou a trabalhar em um projeto solo inspirado no estilo New Wave/Dance-pop dos anos 80, e em 12 de novembro de 2004, Stefani lançou seu primeiro álbum de estúdio solo, Love. Angel. Music. Baby., onde emplacou hits como "Hollaback Girl", "Rich Girl" e "Luxurious", a última foi lançada como quinto single do álbum e foi escrita e produzida pelo companheiro de banda de Stefani, Tony Kanal, que produziu outras músicas do primeiro e segundo álbuns solo de Stefani. Em 2006, Stefani lança seu segundo álbum de estúdio, intitulado The Sweet Escape, assim como o antecessor o álbum fez sucesso pelo mundo, o terceiro single do álbum "4 in the Morning" foi escrito e produzido por Toni Kanal. Enquanto Stefani estava promovendo The Sweet Escape, os outros membros da banda começaram o trabalho inicial de um novo álbum sem ela e planejaram para completá-lo após Stefani terminar a The Sweet Escape Tour. Stefani revelou em Março de 2008 que o processo de composição do álbum tinha começado, mas estava a sendo relativamente lento em seu final, porque ela estava, na época, grávida de seu segundo filho. Jim Guerinot anunciou que o álbum seria produzido por Mark "Spike" Stent, que ajudou a produzir e mixar "Rock Steady" (2001). Entre gravidez de Stefani e gravações, o No Doubt não fez nenhuma turnê em 2008, mas Guerinot prometeu que eles planejavam pegar a estrada em 2009 para sua primeira turnê em cinco anos. o Doubt anunciou em seu site oficial que faria uma turnê no verão de 2009 com Paramore, The Sounds, Janelle Monae, Bedouin Soundclash, Katy Perry, Panic! at the Disco, e Matt Costa, tudo ao mesmo tempo de terminar seu próximo álbum, que foi programado para lançamento em 2010. Os ingressos para a turnê foram colocados à venda 7 março de 2009. Como uma promoção especial para o turnê, a banda estava dando o seu catálogo de músicas inteira livre como um download digital com a compra de assentos nível superior.

## Gravação
O grupo voltou ao estúdio em maio de 2010 para iniciar as gravações de Push and Shove. Stefani declarou publicamente que queria concluir o projeto até dezembro de 2010. Em 4 de janeiro de 2011, Tom Dumont postou no site oficial da banda que eles passaram a maior parte de 2010, escrevendo e fazendo demos, e que as "verdadeiras" sessões de gravação começaram no mesmo dia.

## Faixas
| Standard Edition |                                                  |                                                                                     |                                       |         |  |
| N.º              | Título                                           | Compositor(es)                                                                      | Produtor(es)                          | Duração |  |
| 1.               | "Settle Down"                                    | Gwen Stefani, Tony Kanal, Tom Dumont                                                | Mark "Spike" Stent                    | 6:01    |  |
| 2.               | "Looking Hot"                                    | Stefani, Kanal, Dumont                                                              | Stent, Anthony Gorry (add.)           | 4:43    |  |
| 3.               | "One More Summer"                                | Stefani, Kanal, Dumont                                                              | Stent                                 | 4:39    |  |
| 4.               | "Push and Shove" (com Busy Signal e Major Lazer) | Stefani, Kanal, Dumont, Reanno Gordon, Thomas Pentz, David Taylor, Ariel Rechtshaid | Stent, Major Lazer, Rechtshaid (add.) | 5:07    |  |
| 5.               | "Easy"                                           | Stefani, Kanal, Dumont                                                              | Stent                                 | 5:10    |  |
| 6.               | "Gravity"                                        | Stefani, Kanal, Dumont                                                              | Stent, Gorry (add.)                   | 4:25    |  |
| 7.               | "Undercover"                                     | Stefani, Kanal, Dumont                                                              | Stent                                 | 3:31    |  |
| 8.               | "Undone"                                         | Stefani, Kanal, Dumont                                                              | Stent                                 | 4:38    |  |
| 9.               | "Sparkle"                                        | Stefani, Dumont, David Stewart                                                      | Stent                                 | 4:08    |  |
| 10.              | "Heaven"                                         | Stefani, Kanal, Dumont                                                              | Stent                                 | 4:06    |  |
| 11.              | "Dreaming the Same Dream"                        | Stefani, Kanal, Dumont                                                              | Stent                                 | 5:27    |  |
| Duração total:   | Duração total:                                   | Duração total:                                                                      | Duração total:                        | 51:49   |  |

| Japanese Edition Bonus Track |                                   |                        |              |         |  |
| N.º                          | Título                            | Compositor(es)         | Produtor(es) | Duração |  |
| 12.                          | "Settle Down" (Jonas Quant Remix) | Stefani, Kanal, Dumont | Stent        | 4:33    |  |

| Deluxe Edition |                                                      |                                                           |                                       |         |  |
| N.º            | Título                                               | Compositor(es)                                            | Produtor(es)                          | Duração |  |
| 1.             | "Stand and Deliver"                                  | Adam Ant, Marco Pirroni                                   | Stent                                 | 3:22    |  |
| 2.             | "Settle Down" (Acoustic – Santa Monica Sessions)     | Stefani, Kanal, Dumont                                    | No Doubt                              | 4:03    |  |
| 3.             | "Looking Hot" (Acoustic – Santa Monica Sessions)     | Stefani, Kanal, Dumont                                    | No Doubt                              | 4:21    |  |
| 4.             | "One More Summer" (Acoustic – Santa Monica Sessions) | Stefani, Kanal, Dumont                                    | No Doubt                              | 4:20    |  |
| 5.             | "Easy" (Acoustic – Santa Monica Sessions)            | Stefani, Kanal, Dumont                                    | No Doubt                              | 4:48    |  |
| 6.             | "Looking Hot" (Jonas Quant Remix)                    | Stefani, Kanal, Dumont                                    | Stent, Gorry (add.)                   | 4:49    |  |
| 7.             | "One More Summer" (Jonas Quant Remix)                | Stefani, Kanal, Dumont                                    | Stent                                 | 4:36    |  |
| 8.             | "Push and Shove" (Anthony Gorry Remix)               | Stefani, Kanal, Dumont, Gordon, Pentz, Taylor, Rechtshaid | Stent, Major Lazer, Rechtshaid (add.) | 5:34    |  |
| Duração total: | Duração total:                                       | Duração total:                                            | Duração total:                        | 35:50   |  |